# مانفرد مولر (بازیکن فوتبال)
مانفرد مولر (انگلیسی: Manfred Müller؛ زادهٔ ۲۸ ژوئیهٔ ۱۹۴۷) بازیکن فوتبال اهل آلمان است.
از باشگاه‌هایی که در آن بازی کرده‌است می‌توان به باشگاه فوتبال روت‌وایس اسن، باشگاه فوتبال شوارتز-وایس اسن، باشگاه فوتبال اینگولشتات ۰۴، باشگاه فوتبال بایرن مونیخ، و باشگاه فوتبال نورنبرگ اشاره کرد.